# Kvarntjärnen (Laxsjö socken, Jämtland)
Kvarntjärnen är en sjö i Krokoms kommun i Jämtland och ingår i Indalsälvens huvudavrinningsområde.